# Pattinaggio di velocità agli XI Giochi olimpici invernali - 1000 m femminile
La competizione dei 1000 m femminili di pattinaggio di velocità agli XI Giochi olimpici invernali si è svolta il giorno 11 febbraio 1972 sulla pista del Makomanai Open Stadium a Sapporo.

## La gara
Le favorite erano Ljudmila Titova, che era stata la miglior velocista del mondo per diversi anni, e la statunitense Anne Henning che vinse la gara dei 500 metri il giorno prima.. 
La Titova aveva stabilito due record mondiali nel 1971, e la Henning lo conquistò con 1'27"3 a Davos nel gennaio 1972. 
La campionessa in carica era Carolina Geijssen, che si ritirò dopo la stagione 1971. 
Nella terza batteria, la diciassettenne tedesca dell'ovest Monika Pflug fermo il cronometro a 1'31"40, ottenendo il record olimpico.
Henning e Titova corsero insieme nella batteria successiva, e in seguito la Henning disse che le sue gambe sentivano ancora la stanchezza delle  due prove nella gara del giorno prima, ma sconfisse ancora per un soffio la Titova, 1'31'62 contro 1'31"85, ma non superarono la Pflug. 
Nella batteria successiva l'olandese Atje Keulen-Deelstra ottenne un 1'31.61 che le valse il secondo posto e la medaglia d'argento, la Henning ottenne il bronzo e la medaglia d'oro ando alla giovane Pflug.

## Risultati
| Pos.    | Atleta               | Nazione          | 200 m. | 600 m.  | 1000 m. | Nota            |
| ------- | -------------------- | ---------------- | ------ | ------- | ------- | --------------- |
| Oro     | Monika Pflug         | Germania Ovest   | 20"59  | 54"74   | 1'31"40 | Record olimpico |
| Argento | Atje Keulen-Deelstra | Paesi Bassi      | 20"28  | 55"35   | 1'31"61 |                 |
| Bronzo  | Anne Henning         | Stati Uniti      | 19"94  | 54"48   | 1'31"62 |                 |
| 4       | Ljudmila Titova      | Unione Sovietica | 19"94  | 54"39   | 1'31"85 |                 |
| 5       | Nina Statkevich      | Unione Sovietica | 20"07  | 54"98   | 1'32"21 |                 |
| 6       | Dianne Holum         | Stati Uniti      | 20"24  | 55"28   | 1'32"41 |                 |
| 7       | Ellie van den Brom   | Paesi Bassi      | 20"4   | 55"7    | 1'32"60 |                 |
| 8       | Sylvia Burka         | Canada           | 20"1   | 54"7    | 1'32"95 |                 |
| 9       | Sigrid Sundby        | Norvegia         | 20"45  | 55"70   | 1'33"13 |                 |
| 10      | Lyudmila Savrulina   | Unione Sovietica | 21"0   | 55"8    | 1'33"41 |                 |
| 11      | Tuula Vilkas         | Finlandia        | 21"2   | 56"3    | 1'33"51 |                 |
| 12      | Han Pil-hwa          | Corea del Nord   | 20"6   | 55"5    | 1'33"79 |                 |
| 12      | Rosemarie Taupadel   | Germania Est     | 21"0   | 56"1    | 1'33"79 |                 |
| 14      | Ylva Hedlund         | Svezia           | 20"1   | 54"8    | 1'33"82 |                 |
| 15      | Emiko Taguchi        | Giappone         | 20"9   | 56"6    | 1'34"40 |                 |
| 16      | Paula Dufter         | Germania Ovest   | 20"8   | 56"1    | 1'34"86 |                 |
| 17      | Sheila Young         | Stati Uniti      | 20"1   | 55"5    | 1'34"97 |                 |
| 18      | Sachiko Saito        | Giappone         | 20"34  | 55"86   | 1'35"12 |                 |
| 19      | Ann-Sofie Järnström  | Svezia           | 20"72  | 56"06   | 1'35"21 |                 |
| 20      | Tak In-Suk           | Corea del Nord   | 20"5   | 55"7    | 1'35"38 |                 |
| 21      | Arja Kantola         | Finlandia        | 20"9   | 56"9    | 1'35"45 |                 |
| 22      | Lisbeth Korsmo       | Norvegia         | 20"61  | 56"63   | 1'35"56 |                 |
| 23      | Kirsti Biermann      | Norvegia         | 21"4   | 57"3    | 1'35"76 |                 |
| 24      | Trijnie Rep          | Paesi Bassi      | 21"2   | 57"4    | 1'35"82 |                 |
| 25      | Jeon Seon-Ok         | Corea del Sud    | 21"4   | 57"0    | 1'36"24 |                 |
| 26      | Lee Gyeong-Hui       | Corea del Sud    | 21"43  | 57"92   | 1'36"50 |                 |
| 27      | Choi Dong-Ok         | Corea del Nord   | 21"2   | 57"1    | 1'36"67 |                 |
| 28      | Ryoko Onozawa        | Giappone         | 21"3   | 57"3    | 1'36"99 |                 |
| 29      | Cathy Priestner      | Canada           | 20"9   | 56"8    | 1'37"11 |                 |
| 30      | Sylvia Filipsson     | Svezia           | 21"2   | 57"4    | 1'37"24 |                 |
| 31      | Choi Jung-Hui        | Corea del Sud    | 21"3   | 58"1    | 1'37"57 |                 |
| 32      | Gayle Gordon         | Canada           | 21"3   | 58"1    | 1'38"32 |                 |
| 33      | Ruth Budzisch        | Germania Est     | 19"92  | 1'10"58 | 1'52"65 | Caduta          |